# ステファノ・ベッタリーニ
ステファノ・ベッタリーニ（Stefano Bettarini、1972年2月6日 - ）は、イタリア・エミリア＝ロマーニャ州フォルリ＝チェゼーナ県フォルリ出身の元同国代表の元サッカー選手（DF）。
元妻はイタリアの人気タレント、シモーナ・ヴェントゥーラ。

## 経歴
現役時代は主に攻撃的な左サイドバックとして活躍。セリエAきっての端正な顔立ちの選手で有名であった。
選手としてはルッケーゼ、サレルニターナ等のチームを経て1996-97にカリアリでセリエAデビューを果たす。カリアリでの活躍が認められ、翌1997-98にはフィオレンティーナ に移籍。しかし、フィオレンティーナでは定位置を確保することができず、ボローニャ、ヴェネツィアを経て2002年にサンプドリアに移籍。
サンプドリア所属時の2004年、当時のイタリア代表監督ジョバンニ・トラパットーニに招集をかけられ、2004年2月18日の対チェコ代表戦で代表デビューを飾る。しかし、同年八百長事件に関与したかどで5ヶ月間の出場停止処分にかけられる。出場停止処分明けの2005年よりパルマへレンタル移籍するも、このシーズンを最後に現役を引退した。

## 所属クラブ
- 1989-1991 インテル・ミラノ ユース
- 1991-1992 Baracca Lugo
- 1992-1994 ルッケーゼ
- 1994-1995 サレルニターナ
- 1995-1996 ルッケーゼ
- 1996-1997 カリアリ
- 1997-1998 フィオレンティーナ
  - 1998-1999 ボローニャFC（期限付き移籍）
- 1999-2002 ヴェネツィア
- 2002-2004 サンプドリア
- 2005      パルマ